# NGC 5444
NGC 5444 este o galaxie eliptică situată în constelația Câinii de Vânătoare. A fost descoperită în 14 aprilie 1789 de către William Herschel. Se află la o distanță de 61,17 de megaparseci de Pământ.